# Referendo sobre a independência da Escócia em 2014
O referendo sobre a independência da Escócia ocorreu no dia 18 de setembro de 2014.
Após um acordo entre os governos do Reino Unido e da Escócia, as condições para este referendo foram estabelecidas e aprovadas pelo parlamento escocês em novembro de 2013. A questão presente no referendo, tal como recomendada pela Comissão Eleitoral, era "deve a Escócia ser um país independente?" Os eleitores só podiam responder "Sim" ou "Não". Para passar, a proposta de independência requeria uma maioria simples. Com algumas excepções, todos os residentes na Escócia com 16 anos de idade ou mais poderiam votar, um total de cerca de 4,3 milhões de pessoas.
O "Yes Scotland" era o grupo principal da campanha pela independência, enquanto o "Better Together" era a campanha do grupo principal que defendia a manutenção da união com o Reino Unido. Muitos outros grupos de campanha, partidos políticos, empresas, jornais e personalidades também se envolveram. Entre as questões proeminentes levantadas durante a campanha estavam a moeda que uma Escócia independente poderia usar, a despesa pública, a adesão do novo país à União Europeia e os recursos provenientes do petróleo no Mar do Norte.
A contagem dos votos começou depois do encerramento das urnas às 22h00 BST (21h00 UTC) em 18 de setembro, nas 32 áreas do governo local. Com o resultado final divulgado, os escoceses decidiram permanecer como um país constituinte no Reino Unido. O "não" venceu por uma margem de cerca de 10 pontos percentuais e os nacionalistas reconhecem derrota.

## História
Em 15 de outubro de 2012, os primeiros-ministros do Reino Unido e da Escócia, David Cameron e Alex Salmond, assinaram um acordo que permitiria, em 18 de setembro de 2014, que fosse realizado um referendo a respeito da independência da Escócia.  Para votar era necessário ter pelo menos 16 anos de idade e registrar-se – 97% dos escoceses registraram-se para votar no que foi o maior referendo da história da Escócia.

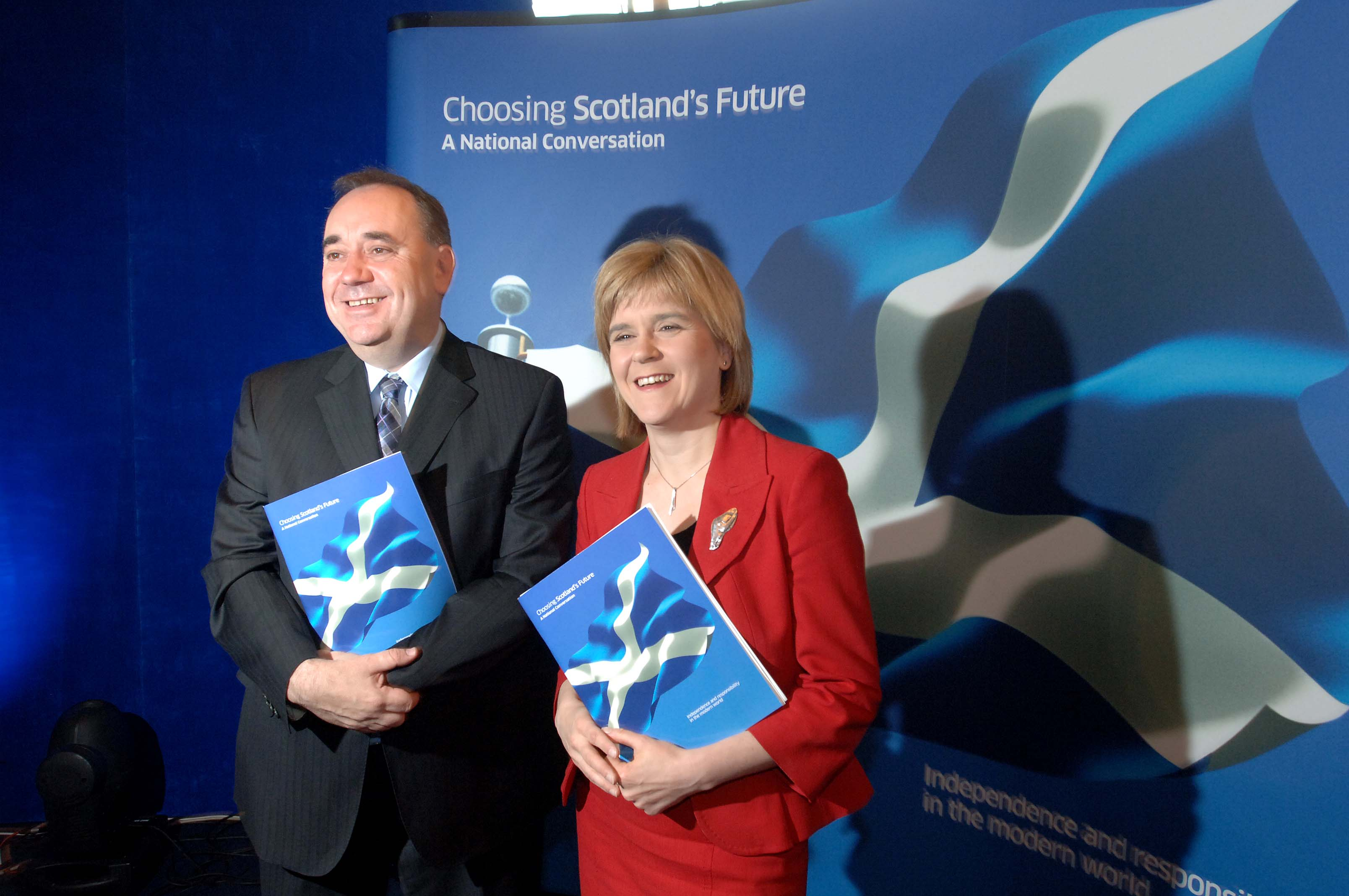
O Primeiro-Ministro escocês, Alex Salmond, a Vice-Primeira-Ministra, Nicola Sturgeon, no lançamento da National Conversation, em 14 de agosto de 2007

A posição dos escoceses quanto ao referendo sobre a independência da Escócia em 2014 apresentou bruscas mudanças desde a proposta de independência ser oficialmente apresentada em dezembro de 2013: um balanço entre cinco sondagens feitas entre aquele mês e janeiro de 2014 mostrou 39% a favor e 61% contra, com os indecisos excluídos.
Em sondagem realizada pelo periódico britânico Daily Mail e divulgada no final de Agosto de 2014, 41,6% eram favoráveis, enquanto 47,6% se manifestaram pela permanência. Em 6 de setembro, o site de pesquisas YouGov divulgou uma pesquisa em que 47% dos escoceses eram a favor da independência e 45% contra – excluindo-se os indecisos, há 51% e 49%, respectivamente.
Em 12 de setembro, a uma semana do referendo, o YouGov publicou outra sondagem, desta vez mostrando, pela primeira vez desde agosto, os escoceses contra à frente, com 51%, e os escoceses a favor com 48%, excluindo-se os indecisos, o que fez com que os políticos britânicos David Cameron, Ed Miliband e Nick Clegg viajassem para a Escócia para intensificar a campanha contra a independência.
Estudos referentes aos grupos de escoceses que votariam a favor ou contra também foram feitos: um afirmava que os escoceses ficariam mais propensos ao “sim” quando informados do que aconteceria em caso de independência; outro revelava que a maior parte dos académicos escoceses eram contra a independência, 54,5% a 41,2%, e acreditavam que com ela a educação universitária da Escócia sairia prejudicada.
Desde 2012, quando a Escócia teve permissão para elaborar um referendo a respeito de sua independência, várias campanhas de ambos os lados foram formadas, sendo as principais a Yes Scotland, em 25 de maio, a favor da independência, e a Better Together, em 25 de junho, contra.
A campanha pela independência argumentava que uma independência aumentaria a economia do país, o salário-mínimo e fortaleceria a democracia, que passaria a focar mais nas minorias escocesas; ao passo que a campanha contra afirmava que haveria riscos e incertezas económicas caso a independência fosse declarada, como sobre a moeda, a libra esterlina, e também que assim o Reino Unido não mais teria tanto poder econômico. Ambas as campanhas contaram com o apoio de diversas celebridades, como o ator escocês Alan Cumming, a favor, e a escritora britânica J.K. Rowling, contra.
Os dois maiores bancos da Escócia, o Lloyds Banking Group e o Banco Real da Escócia, deram início a uma campanha contra a independência, alertando sobre os riscos para a economia, tendo o segundo também anunciado que, caso o referendo decidisse a favor da independência, mudaria sua sede para Londres, Inglaterra, devido aos riscos e incerteza económica.
Se os escoceses tivessem votado pela independência, esta seria declarada em 24 de março de 2016.